# Jewell (Kansas)
Jewell è un comune degli Stati Uniti d'America, situato nello Stato del Kansas, nella Contea di Jewell.